# Adamsonstatyetten
Adamsonstatyetten är Sveriges första seriepris. Det delas sedan 1965 varje år ut av Svenska Serieakademin till välförtjänta (aktiva eller före detta aktiva) serieskapare, vanligtvis en svensk och en internationell.

## Historik
Priset föreställer Oscar Jacobssons klassiska seriefigur Adamson och snidas varje år i trä av skulptören Urban Gunnarsson. Statyetten har på senare år ofta kompletterats av ett serieoriginal.
För "exceptionell seriegärning" har i vissa fall en Guld- eller Heders-Adamson delats ut. Den förra statyetten är målad i gyllene färg.
Sedan 1979 har Svenska Serieakademin även delat ut årliga specialdiplom till inhemska serieförfattare, journalister, serietidningsredaktörer, tecknare, textare och översättare.
Nedan listas de olika vinnarna/mottagarna av de olika statyetterna och diplomen. Utdelningarna har under års lopp skett vid olika evenemang och platser. Sedan 1980-talet har utdelning på Bokmässan i Göteborg varit det vanligaste. 2018 valde man dock att låta utdelningen ske på Göteborgs stadsbibliotek på Nobeldagen den 10 december, och 2019 skedde det på samma plats den 3 november i anslutning till den nystartade Göteborg Seriefestival.

## Adamsonstatyetten

### Svenska serieskapare[5]
- 1965 – Rudolf Petersson
- 1966 – Elov Persson
- 1967 – Rit-Ola
- 1968 – Jan Lööf
- 1969 – Rune Andréasson
- 1970 – Torvald Gahlin
- 1971 – Torsten Bjarre
- 1972 – Rolf Gohs
- 1973 – Inga priser utdelades
- 1974 – Inget svenskt pris utdelades
- 1975 – Nils Egerbrandt
- 1976 – Gösta Gummesson
- 1977 – Inget svenskt pris utdelades
- 1978 – Inga priser utdelades
- 1979 – Inget svenskt pris utdelades
- 1980 – Inget svenskt pris utdelades
- 1981 – Gunnar Persson
- 1982 – Inga priser utdelades
- 1983 – Ulf Lundkvist
- 1984 – Inga priser utdelades
- 1985 – Inget svenskt pris utdelades
- 1986 – Joakim Pirinen
- 1987 – Gunna Grähs
- 1988 – Lars Hillersberg
- 1989 – Cecilia Torudd
- 1990 – Leif Zetterling
- 1991 – Lena Ackebo
- 1992 – Joakim Lindengren[6]
- 1993 – Charlie Christensen
- 1994 – Gunnar Lundkvist
- 1995 – Max Andersson
- 1996 – Jan Romare
- 1997 – Jan Berglin
- 1998 – Mats Källblad
- 1999 – Patrik Norrman
- 2000 – Monica Hellström
- 2001 – Hans Lindahl, Claes Reimerthi
- 2002 – Lars Mortimer
- 2003 – Martin Kellerman
- 2004 – Tony Cronstam
- 2005 – David Nessle
- 2006 – Johan Wanloo
- 2007 – Nina Hemmingsson
- 2008 – Sven-Bertil Bärnarp
- 2009 – Ola Skogäng
- 2010 – Anneli Furmark
- 2011 – Kim W Andersson, Lina Neidestam
- 2012 – Jonas Darnell, Liv Strömquist[7]
- 2013 – Sara Granér[8]
- 2014 – Daniel Ahlgren[9]
- 2015 – Peter Bergting, Malin Biller[10][11]
- 2016 – Knut Larsson, Ellen Ekman[12]
- 2017 – Gert Lozell[13]
- 2018 – Per Demervall[3]
- 2019 – Krister Petersson[14]
- 2020 – Inga priser utdelades
- 2021 – Inga priser utdelades
- 2022 – Joanna Rubin Dranger, Gunnar Krantz[15]
- 2023 – Mats Jonsson[16]
- 2024 – Lars Sjunnesson[17]

### Utländska serieskapare[5]
- 1965 –  Chester Gould
- 1966 –  Harvey Kurtzman
- 1967 –  Charles M. Schulz
- 1968 –  Jean-Claude Forest
- 1969 –  Hal Foster
- 1970 –  Robert Crumb
- 1971 –  Hergé
- 1972 –  Guido Crepax
- 1973 – Inga priser utdelades
- 1974 –  René Goscinny
- 1975 –  Mort Walker
- 1976 –  Johnny Hart
- 1977 –  Lee Falk
- 1978 – Inga priser utdelades
- 1979 –  Moebius (Jean Giraud)
- 1980 –  André Franquin
- 1981 –  Gérard Lauzier
- 1982 – Inga priser utdelades
- 1983 –  Caza
- 1984 – Inga priser utdelades
- 1985 –  Sergio Aragonés, Jerry Dumas, Burne Hogarth, Brant Parker, Jerry Siegel
- 1986 –  Jacques Tardi
- 1987 –  Claire Bretécher
- 1988 –  Art Spiegelman
- 1989 –  Bud Grace, Don Martin
- 1990 –  Frank Miller
- 1991 –  Bill Watterson
- 1992 –  Bill Sienkiewicz[6]
- 1993 –  Neil Gaiman
- 1994 –  Scott McCloud
- 1995 –  Scott Adams
- 1996 –  Jeff Smith
- 1997 –  Patrick McDonnell
- 1998 –  Don Rosa
- 1999 –  Enki Bilal
- 2000 –  Alan Moore
- 2001 –  Jim Meddick
- 2002 –  Daniel Clowes,  Jerry Scott
- 2003 –  Chris Ware
- 2004 –  Joe Sacco
- 2005 –  Jim Borgman
- 2006 –  Frode Øverli
- 2007 –  Garry Trudeau
- 2008 –  Charles Burns
- 2009 –  Philippe Francq, Jean Van Hamme
- 2010 –  Peter Madsen
- 2011 –  Bill Willingham
- 2012 –  Terry Moore[7]
- 2013 –  Alejandro Jodorowsky[8]
- 2014 –  Pierre Christin, Jean-Claude Mézières[9]
- 2015 –  Sussi Bech,  Marjane Satrapi[10][11]
- 2016 –  David Mazzucchelli[12]
- 2017 –  Steffen Kverneland[13]
- 2018 –  Hermann[3]
- 2019 –  Derib[14]
- 2020 – Inga priser utdelades
- 2021 – Inga priser utdelades
- 2022 –  François Bourgeon[15]
- 2023 –  Trina Robbins[16]
- 2024 –  Wendy Pini och Richard Pini[17]

## Specialstatyetter

### Guld-Adamson[5]
- 1986 –  Lee Falk
- 1988 –  Mort Walker
- 1990 –  Carl Barks
- 1992 –  Stan Lee
- 1997 –  Marten Toonder
- 1998 –  Will Eisner
- 2018 –  Neal Adams[3]

### Heders-Adamson
- 2011 – Rolf Janson[5]

### Mini-Adamson
- 2012 – Johanna Koljonen[7]
- 2015 – Ulf Granberg, Alf Thorsjö[10][11]

## Diplom

### Adamsondiplom[5]
- 1979 – Kjell Ekeberg, Bertil Falk, Ulf Granberg (serietidningsredaktör, född 1945), Karin och Allan B. Janzon, Janne Lundström, Olle Petrini
- 1980 –  Ingrid Emond, Biggan Lundborg, Daniel von Sydow, Alf Thorsjö
- 1981 – Jan-Erik Höglund, Ulf Jansson, Allan Kilander, Magnus Knutsson
- 1982 – Inga diplom utdelades
- 1983 – Brita Gröndahl, Marika Sjöstrand, Ingemar Unge
- 1984 – Inga diplom utdelades
- 1985 – Hans Lindahl, Stephan Linnér, Gunnar Persson, Gunilla Wall
- 1986 – Rolf Classon, Nisse Larsson, Cecilia Torudd
- 1987 – Lars Adelskogh, Ann Schwenke,  Johan Wopenka
- 1988 – Leif Almqvist, Anne Thorsell
- 1989 – Inger Edelfeldt, Lena Furberg, Lisbeth Notini
- 1990 – Anders Hammarkvist, Krister Petersson, Horst Schröder
- 1991 – Charlie Christensen, Jonas Darnell, Arne Höök
- 1992 – Ahto Uisk
- 1993 – Inga diplom utdelades
- 1994 – Henrik Nilsson (redaktör för Conan, Spindelmannen), Marie Zachariasson
- 1995 – Daniel Ahlgren, Olof Siverbo, Peter Sparring, Tina Stuve
- 1996 – Johan Andreasson, Stefan Diös, Måns Gahrton, Johan Unenge
- 1997 – Per A.J. Andersson, Christer Follin
- 1998 – Daniel Atterbom
- 1999 – Mikael Burman, Mats Gellerfelt
- 2000 – Jan Magnusson, Fredrik Strömberg
- 2001 – Martin Kristenson, Joakim Lindengren, David Nessle
- 2002 – Ingemar Bengtsson
- 2003 – Kjell Alinge, Peter Nilsson, Peter Sparring
- 2004 – Mårten Blomkvist
- 2005 – Thomas Storn, Johan Wanloo
- 2006 – Göran Everdahl
- 2007 – Olle Dahllöf
- 2008 – Lennart Allen, Johannes Klenell, Bo Michanek
- 2009 – Åsa Ekström, Rolf Lindby
- 2010 – Björn Ihrstedt, Loka Kanarp, Jonas Thente
- 2011 – (inget diplom utdelat)
- 2012 – Göran Semb[7]
- 2013 – Jonas Anderson (Albumförlaget), Fabian Göranson (Kolik förlag)[8]
- 2014 – Lars Krantz (serieskapare), Josefin Svenske (förläggare), Mikael Tegebjer (förläggare m.m.), Björn Wahlberg (översättare), [9]
- 2015 – Ida Säll (journalist, Svenska Dagbladet), Joakim Gunnarsson (redaktör m.m.), Alf Steinsvik (färgläggare), Ingvar Jensen (förläggare m.m.), Anders Andersson (samlare)[10]
- 2016 – Helena Magnusson, Germund von Wowern
- 2017 – Åsa Warnqvist (ordf. i NAFS(k)), Andreas Eriksson (förläggare Ades Media)[13]
- 2018 – Dennis Gustafsson[3]
- 2019 – Ola Hammarlund[4]
- 2020 – Inga priser utdelades
- 2021 – Inga priser utdelades
- 2022 – Natalia Batista, Robert Aman[15]
- 2023 – Ola Hellsten, Hedvig Häggman-Sund, Jonas Svensson[16]
- 2024 – Maria Fröhlich, Johan Kimrin, Roger Schaeder, Anders Skoglind[17]

### Hedersdiplom
- 2015 – Urban Gunnarsson (statyett-tillverkare i 50 års tid)[10]

## Bildgalleri

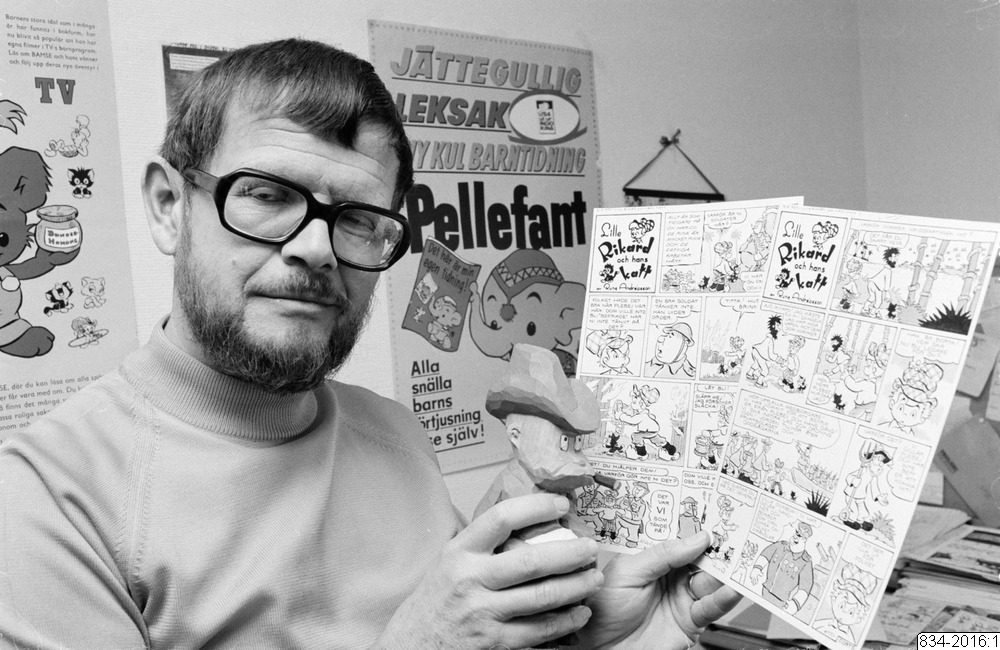
Rune Andréasson tog emot Adamson 1969 (foto från 1973).
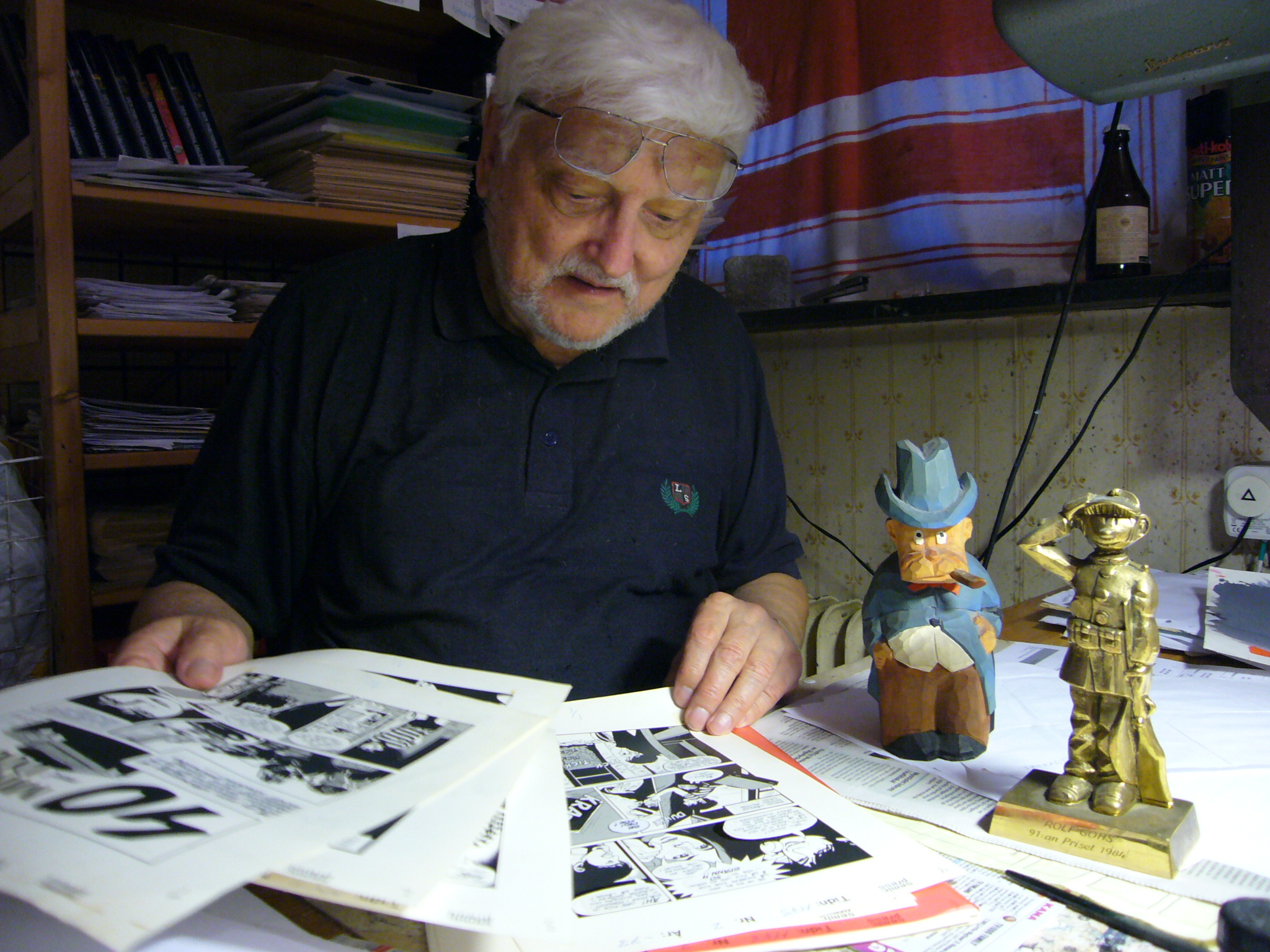
Rolf Gohs tog emot Adamson för 1972 i början av 1973 (foto från 2010).
- Film från Adamsonutdelningen 1985.
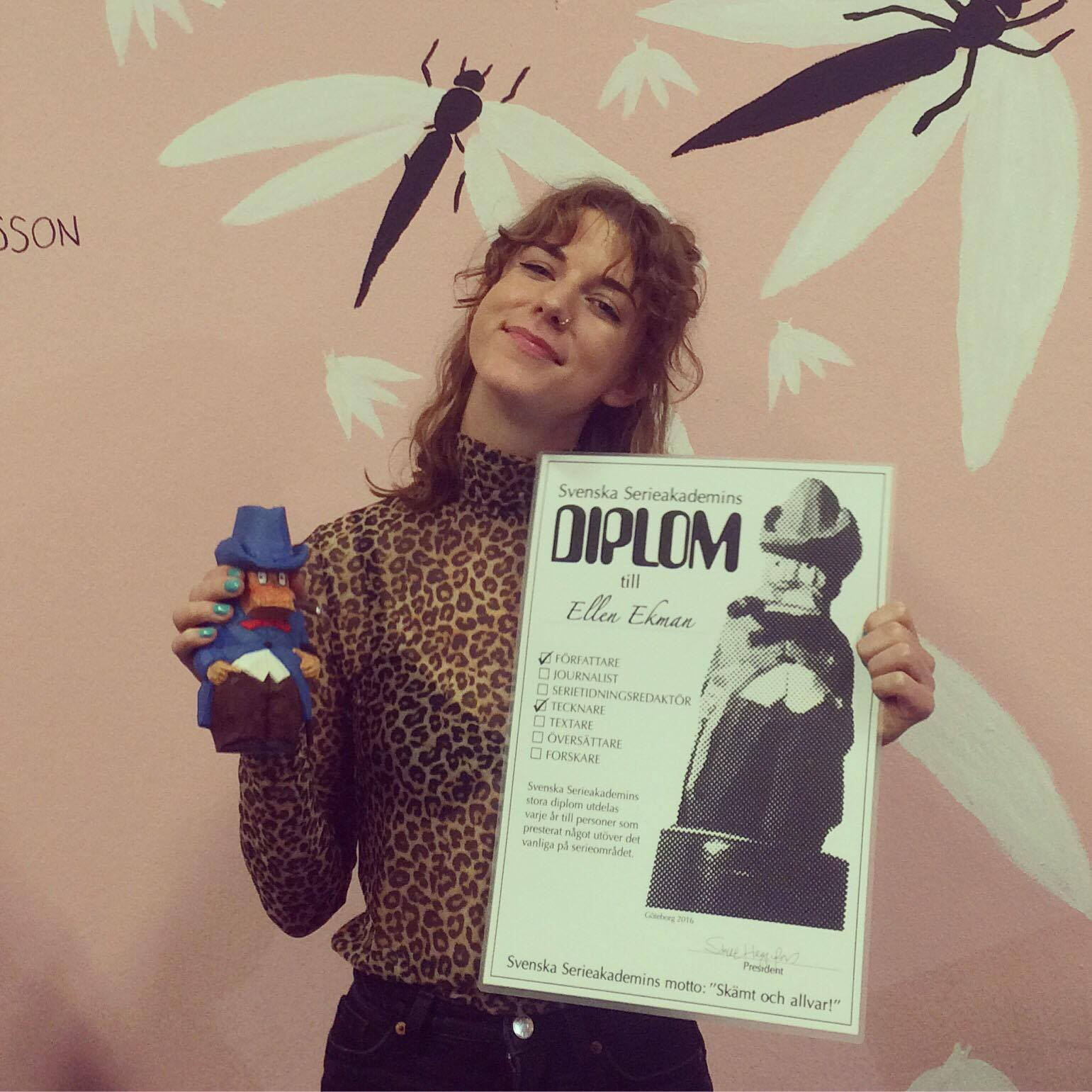
Ellen Ekman tog emot Adamson 2016.
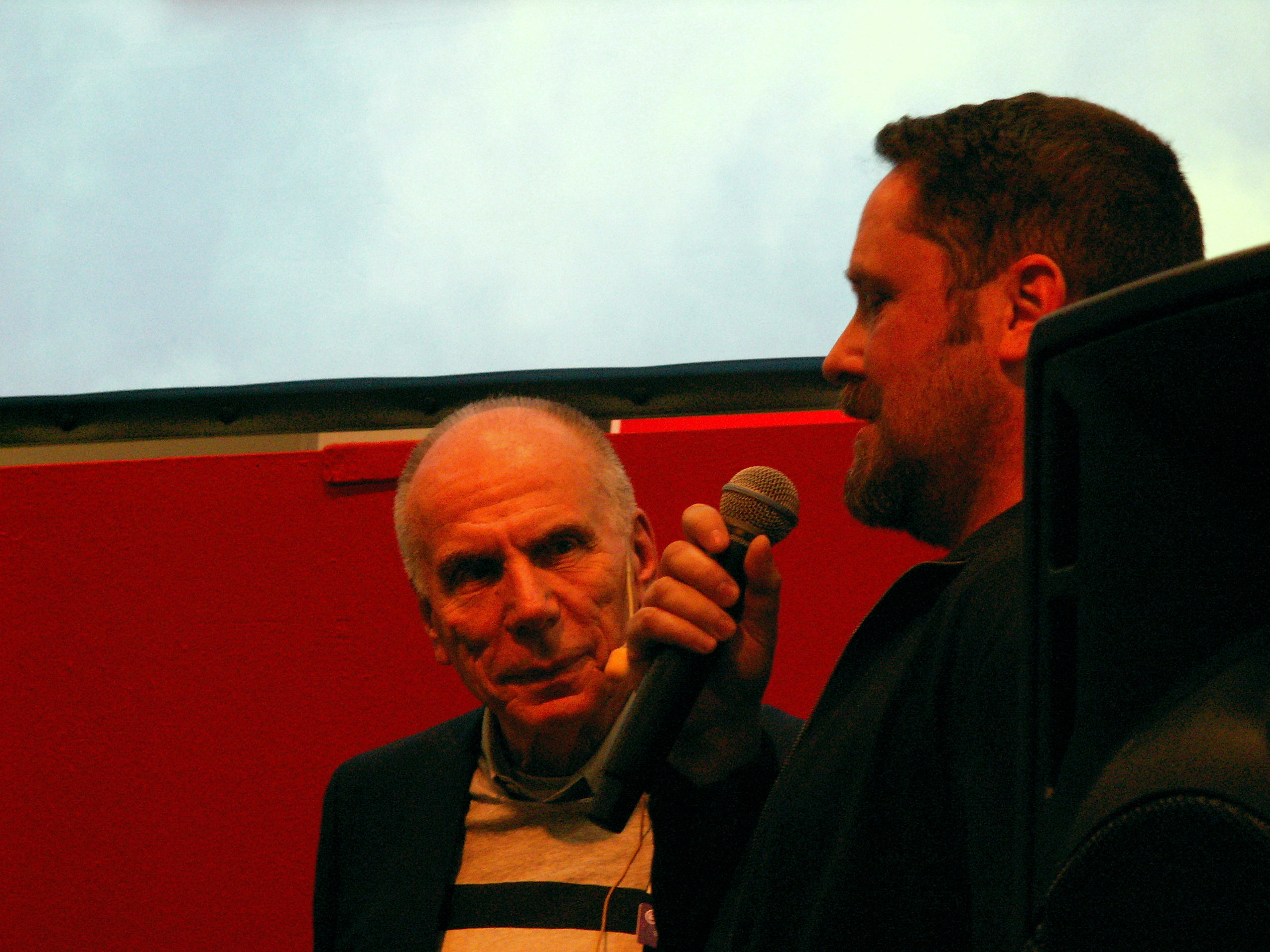
Förläggaren Jens Andersson (höger) intervjuas som utgivare av Steffen Kverneland 2017.
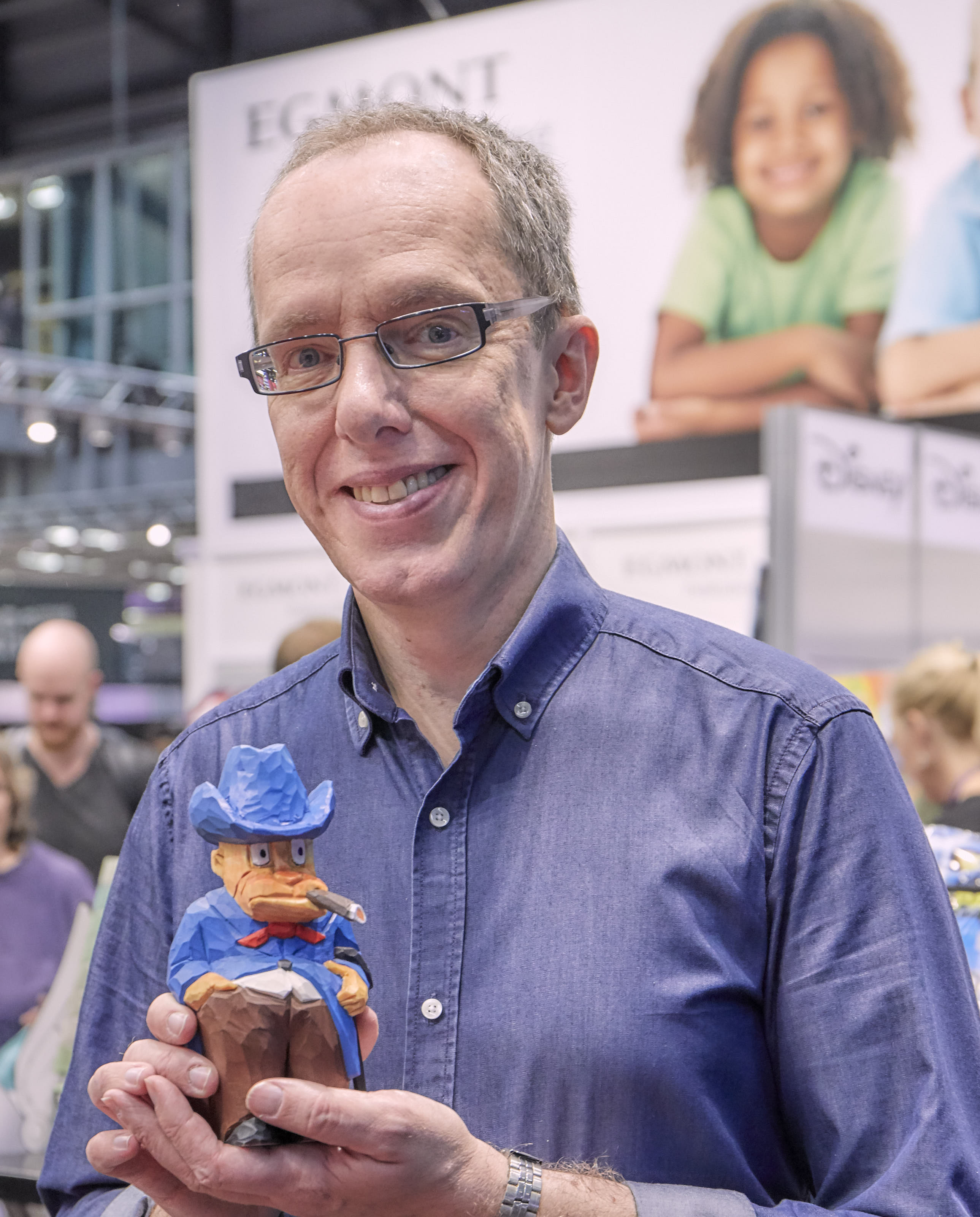
Gert Lozell tog emot Adamson 2017.